# Villa Santa Caterina
Villa Santa Caterina (Aufhofen in tedesco) è una frazione del comune italiano di Brunico, nella provincia autonoma di Bolzano, in Trentino-Alto Adige. 

## Geografia fisica
La frazione di Villa Santa Caterina, che si trova nella parte settentrionale del territorio di Brunico dove inizia la Val di Tures, non lontano da  San Giorgio e Teodone (Dietenheim), è la più piccola del comune. Dista circa 2 km dal capoluogo comunale.

## Storia
L'insediamento umano in questo territorio risale a periodi antichi e la prova è stata casualmente trovata durante un piccolo scavo sotto l'edificio della parrocchiale. Lì è stata rinvenuta una lama in selce, roccia particolarmente dura e tagliente quindi con bordi spesso affilatissimi, tipica di quel momento e che si fa risalire all'età del bronzo, quando ancora la metallurgia non era arrivata ad eguagliare tali prestazioni.
Il villaggio fu citato su un documento verso la fine del X secolo e all'inizio la sua storia si legò quasi subito con la diocesi di Bressanone che qui vi mantenne la sede della sua amministrazione sino al 1370.
Villa Santa Caterina è stato una frazione del comune di Teodone sino al 1911 poi è divenuto comune indipendente sino al 1928. A partire da quella data è divenuto frazione del comune di Brunico.

## Origini del nome
Il primo nome del quale si ha una conferma storica risale al 985, ed era "Vfhouun". In seguito la località mutò diverse volte il suo nome sino ad arrivare, nel 1314, ad "Aufhoven", confermato anche nel 1442 e da allora sempre conservato. Il nome italiano è stato creato da Ettore Tolomei e adottato dal governo italiano negli anni Venti.

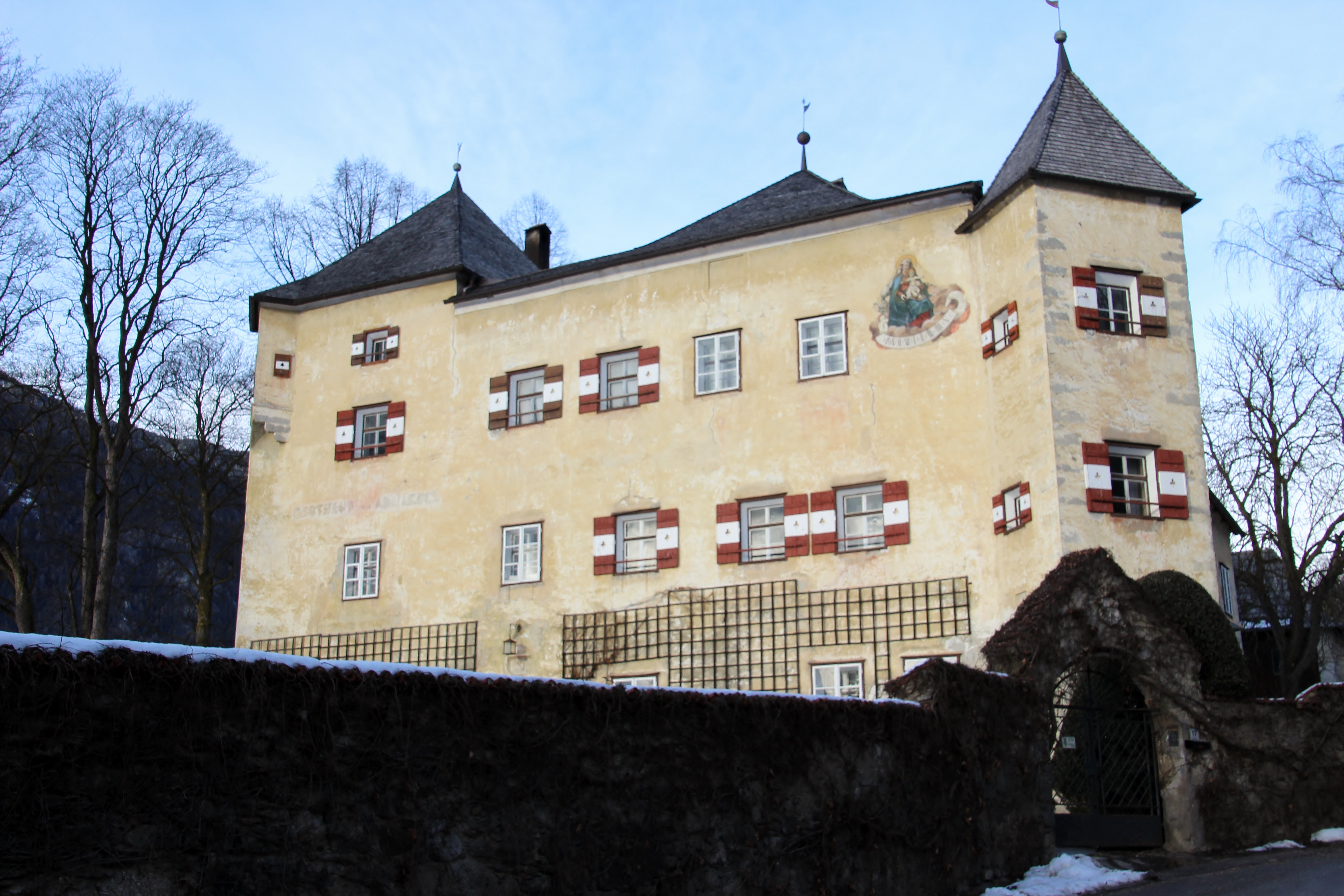
Castello Ansiedl

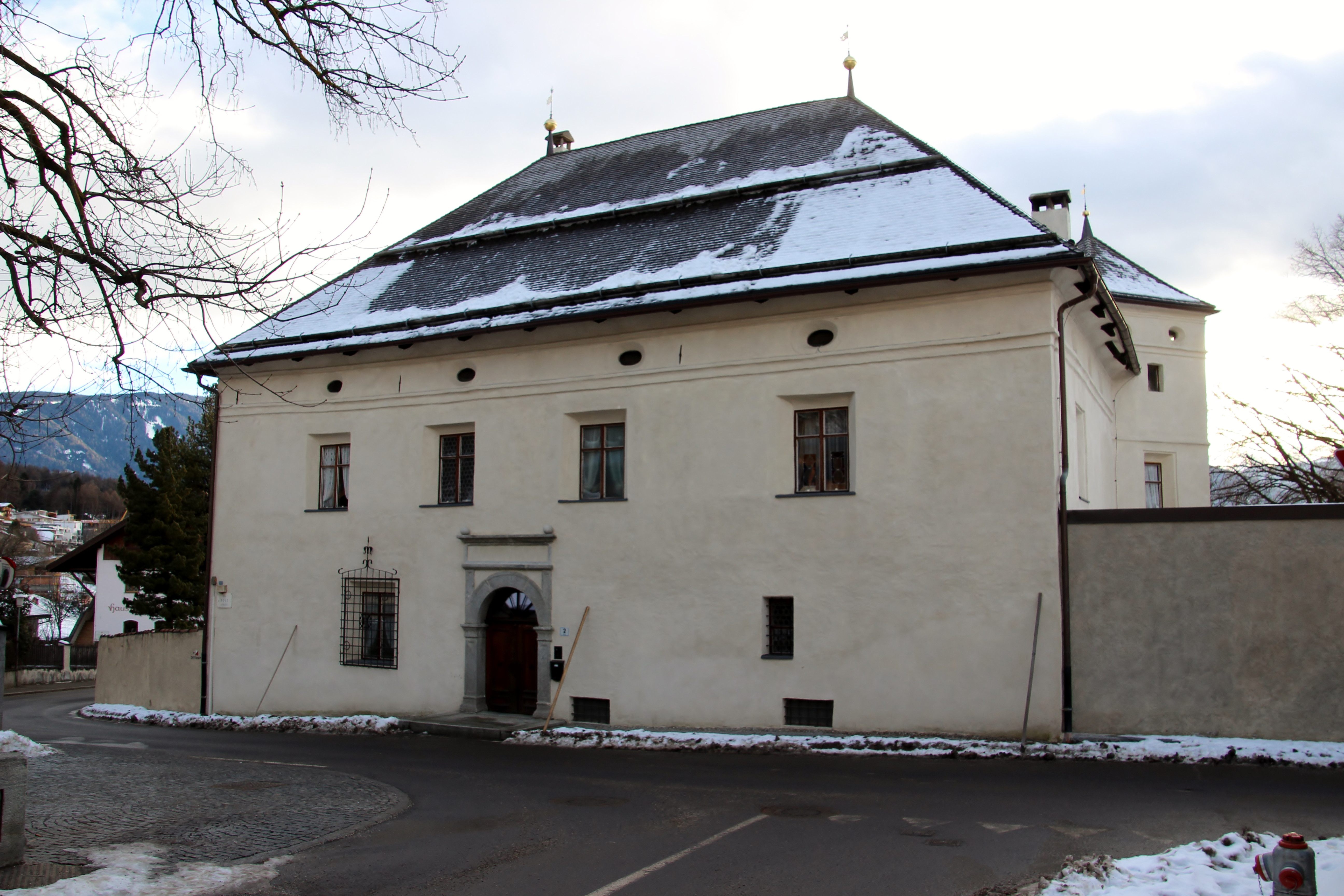
Residenza di Steinburg

## Monumenti e luoghi d'interesse

### Architetture religiose
- Chiesa di Santa Caterina[3]

### Architetture civili
- Residenza di Steinburg

### Architetture militari
- Castello Ansiedl